# Tüskés sörénygomba
A tüskés sörénygomba (Hericium cirrhatum) a Hericiaceae családba tartozó, Eurázsiában és Észak-Amerikában honos, lombos fák elhalt törzsén élő, ehető gombafaj. 

## Megjelenése
A tüskés sörénygomba termőteste 5-20 (25) cm átmérőjű, szabálytalan, egymásra nőtt konzolos, kagyló- vagy kalapszerű képletekből áll, amelyek gyakran összenőnek, szabálytalanul lebenyes szélűek vagy csavarodottak. Az egyes képletek 3-8 cm-esek. Felszíne szemcsés vagy tompán pikkelyes. Színe piszkosfehér, krémszínű; idősen rózsás, vöröses, okkeres, sárgás árnyalatú lesz. 
Az alul elhelyezkedő termőréteg tüskés. A tüskék 1-1,5 cm hosszúak, krém- vagy lazacszínűek.
Húsa vastag, fiatalon puha, később szívóssá válik. Színe fehéres, krémszínű; sérülésre sárgul. Szaga fiatalon kellemes, később kellemetlen; íze nem jellegzetes.
Spórapora fehér. Spórája kerekded, sima, amiloid, mérete 3,5-4,5 x 3-3,5 µm.

### Hasonló fajok
Az északi tüskéslaska, esetleg a süngomba vagy a petrezselyemgomba hasonlíthat hozzá.   

## Elterjedése és termőhelye
Eurázsiában és Észak-Amerikában honos. Magyarországon ritka, az Északi-középhegységből, a Budai-hegységből, a Pilisből, a Bakonyból és a Kőszegi-hegységből ismert. 
Lombos fák (pl. bükk vagy nyír) beteg vagy elhalt törzsén, ágain él, azok anyagában fehérkorhadást okoz. Az erdészeti kezelések miatt igen kevés holt faanyag maradt a számára, ezért élőhelyei főleg őserdő jellegű területekre korlátozódnak. Júniustól októberig terem. 
Fiatalon ehető. Magyarországon 2005 óta védett, természetvédelmi értéke 5000 Ft.  
Élettani hatásait vizsgálták, idegsejteket védő, antioxidáns, daganatellenes, antimikrobilális és gyulladáscsökkentő hatásai vannak.

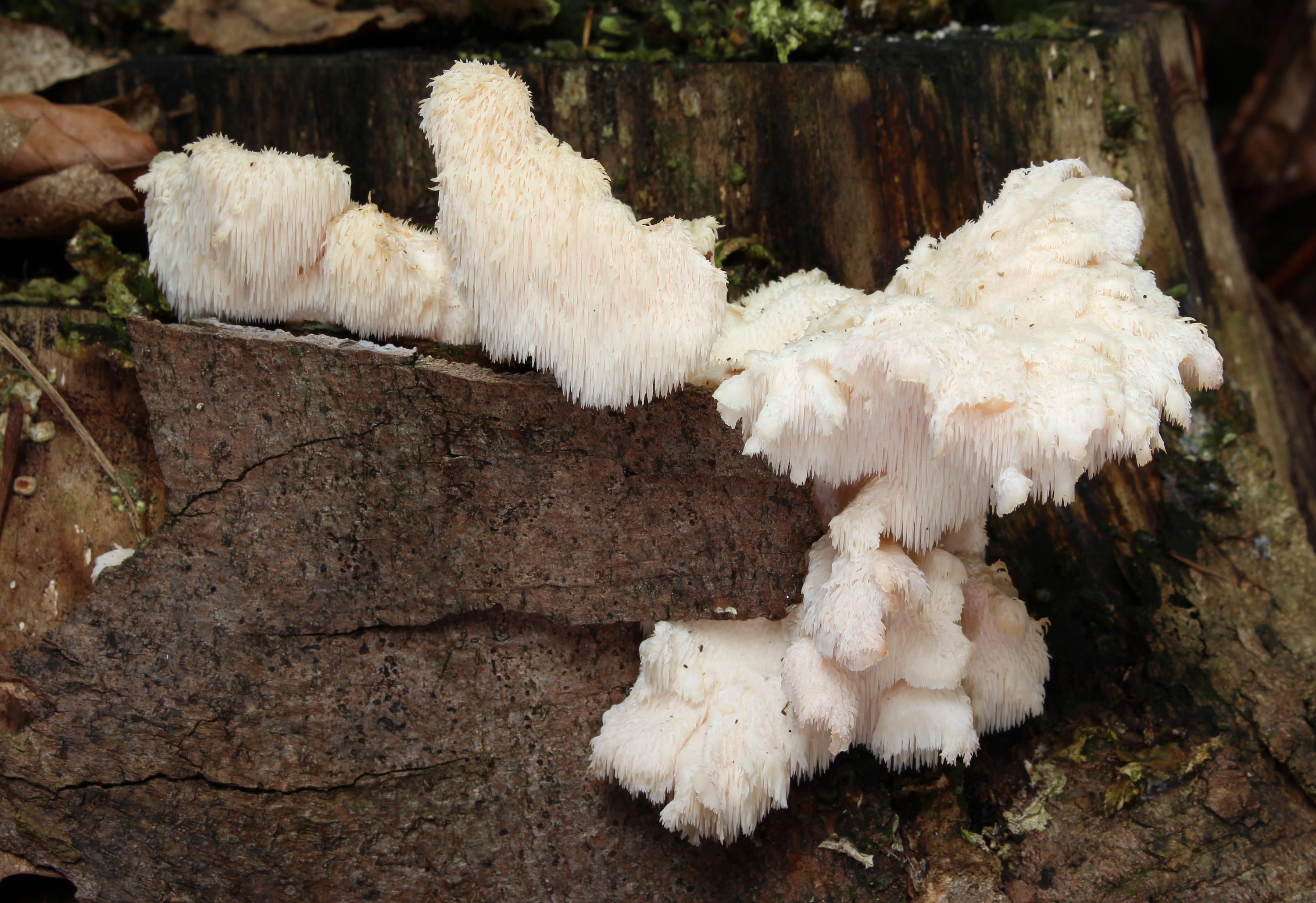
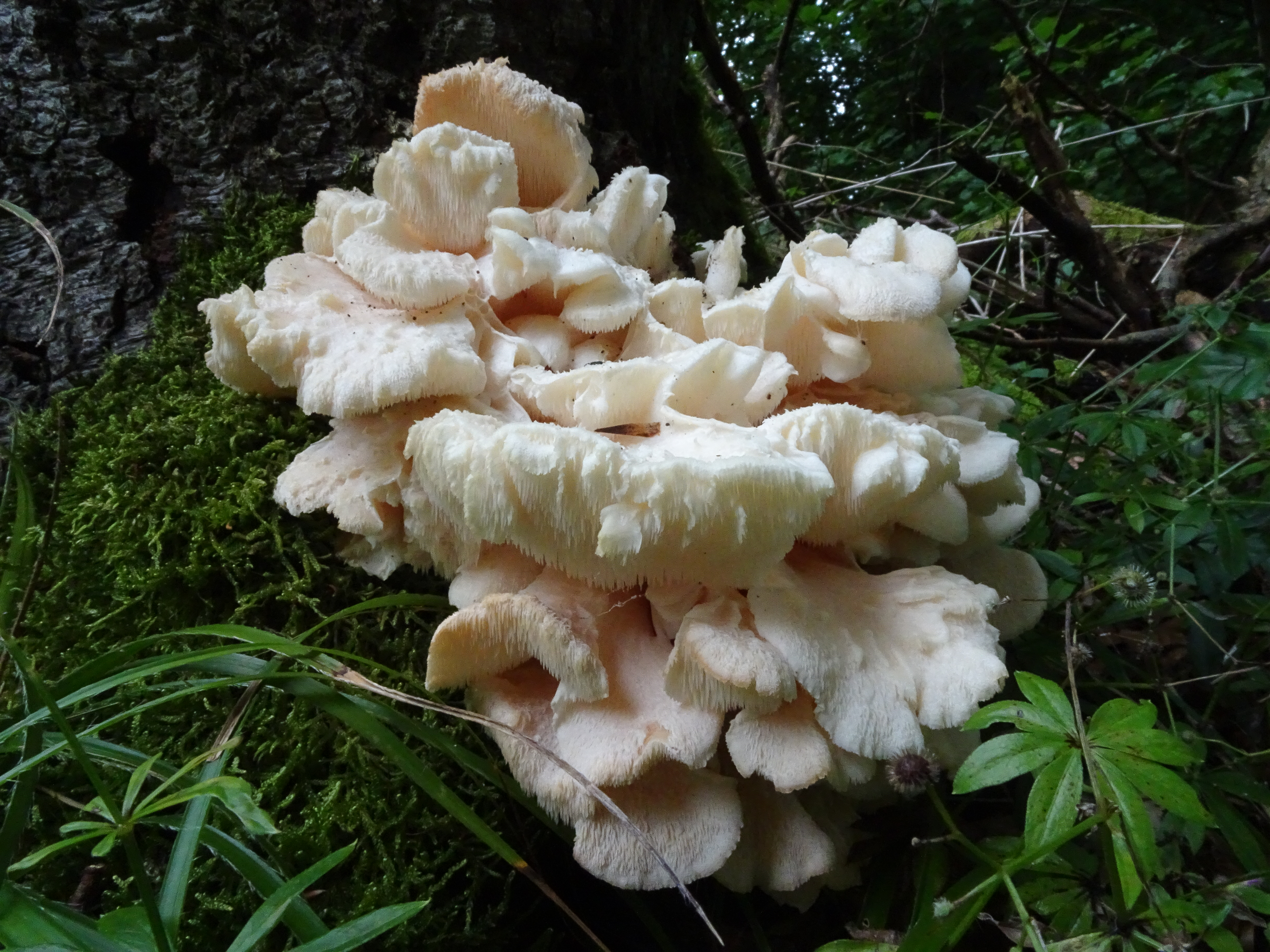
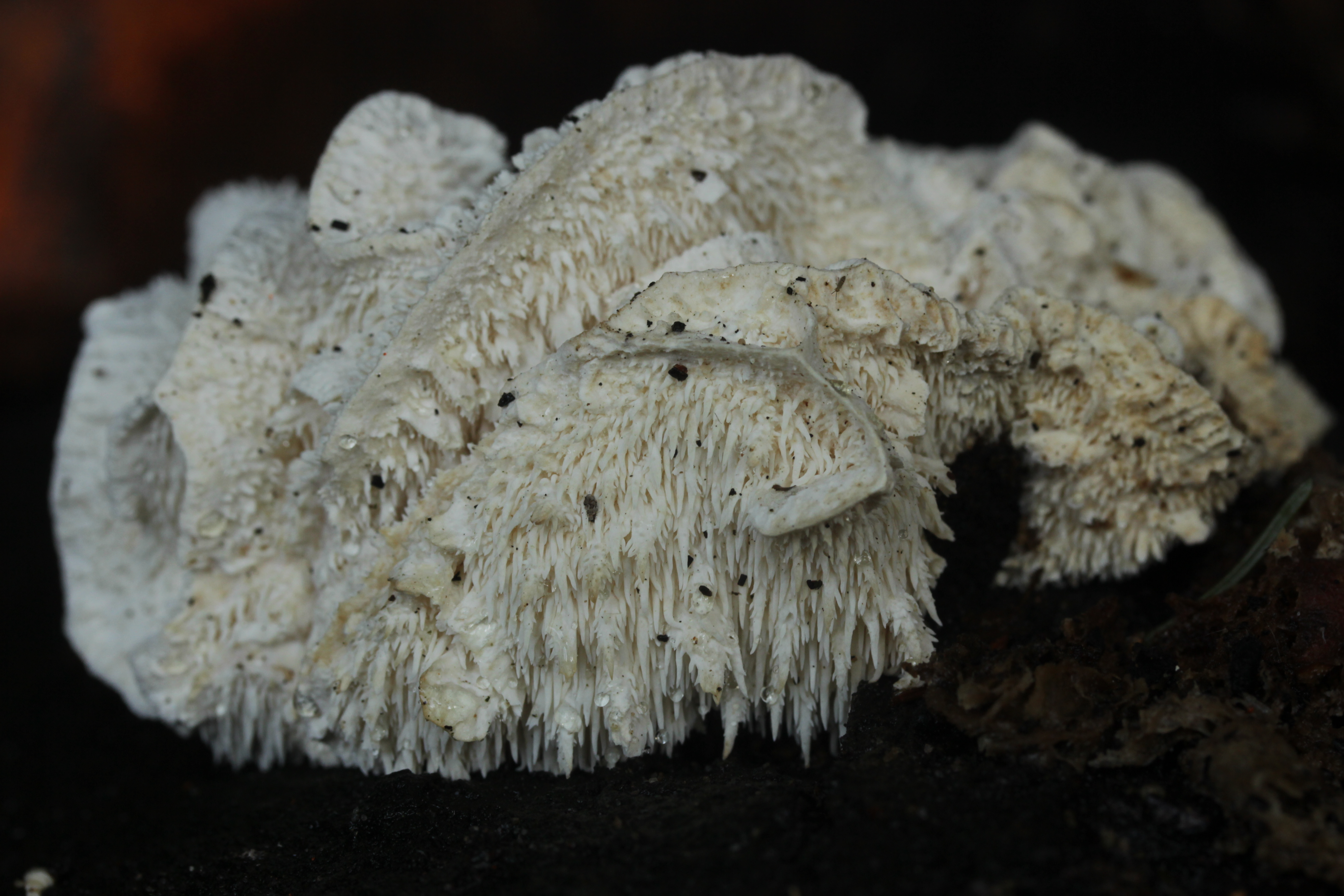
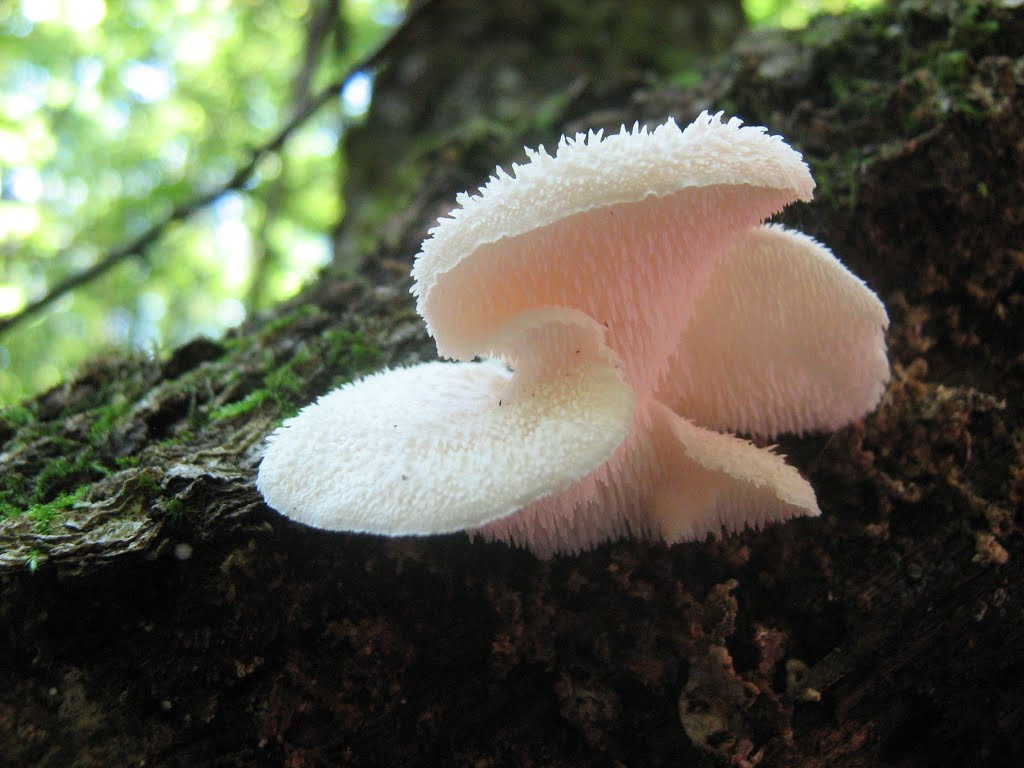
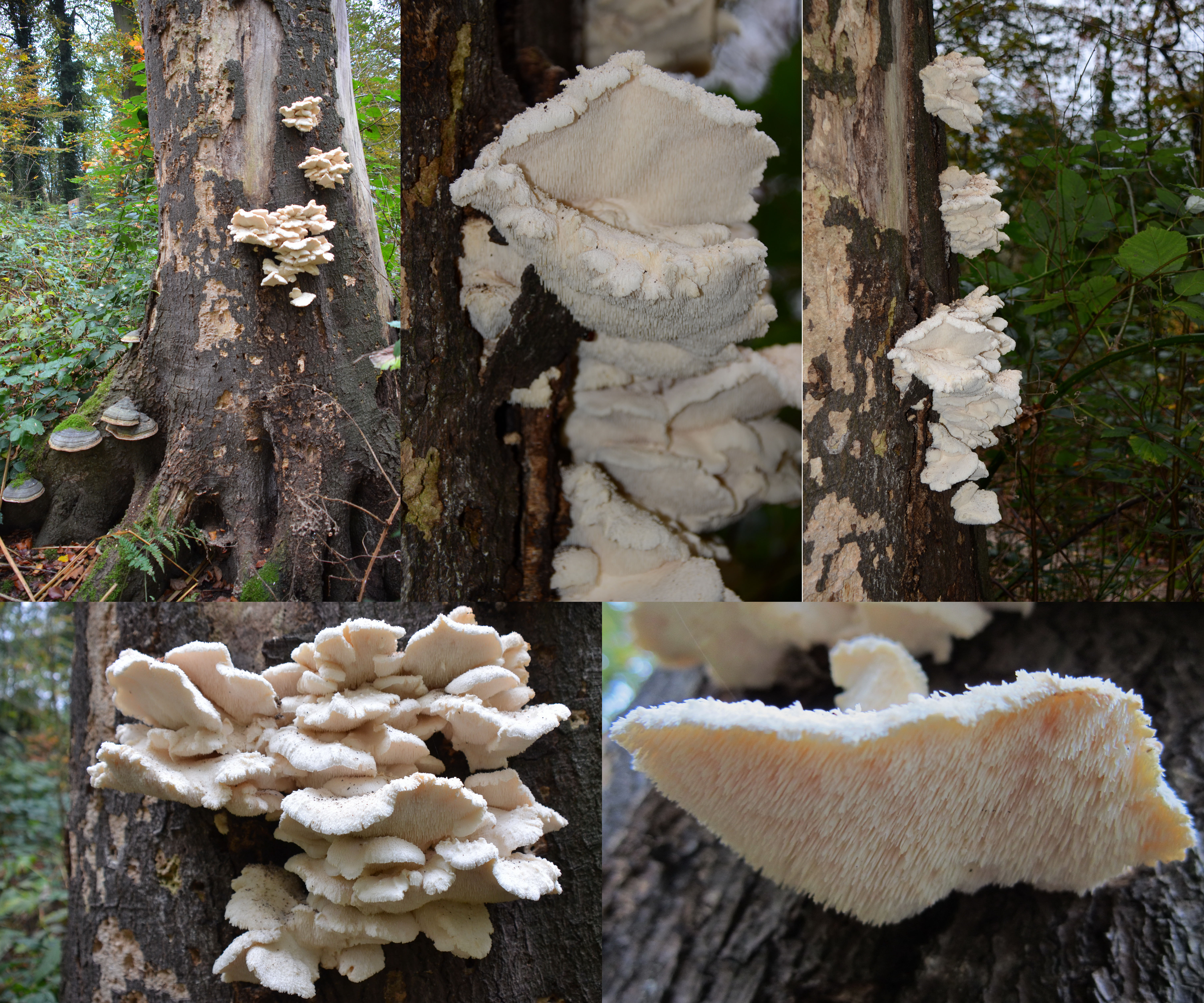